# Železniční trať Březnice – Rožmitál pod Třemšínem
Železniční trať Březnice – Rožmitál pod Třemšínem (v jízdním řádu označená číslem 204) je místní jednokolejnou tratí o délce 9,1 km. Provoz na trati byl zahájen 11. června 1899, pravidelná osobní doprava byla ukončena 11. prosince 2021, nicméně v letní sezóně jsou na trati provozovány víkendové vlaky.

## Historie
Trať vybudovala společnost Místní dráha Strakonice–Blatná–Březnice s odbočkami, provoz byl zahájen 11. června 1899. Dopravu od začátku zajišťovaly Císařsko-královské státní dráhy (kkStB), od roku 1918 pak Československé státní dráhy (ČSD). Trať byla s celou společností zestátněna k 1. lednu 1925.
V posledních letech pravidelného provozu byl na trati provoz regionálních spojů zajištěn Českými drahami lehkými dvouosými motorovými vozy řady 810 v tzv. specifickém (samoobslužném) způsobu odbavení cestujících. V prosinci 2021 došlo k zastavení pravidelné osobní dopravy, od 12. června do konce října 2022 byly na trati zavedeny víkendové vlaky vedené motorovou jednotkou 814 ČD na účet města Rožmitál pod Třemšínem.
| období jízdního řádu                            | číslo tratě a celkový rozsah tratě                                     | počet vlaků                           |
| ----------------------------------------------- | ---------------------------------------------------------------------- | ------------------------------------- |
| 1918/19 zima                                    | 73g Březnice–Rožmitál                                                  | 2 Sm                                  |
| 1944/45                                         | 510h Bresnitz – Rosenthal (Böhmen) / Březnice – Rožmitál pod Třemšínem | 4 Sm                                  |
| 1981/82                                         | 20k Březnice – Rožmitál pod Třemšínem                                  | 9 Os                                  |
| 1988/89                                         | 207 Březnice – Rožmitál pod Třemšínem                                  | 9 Os                                  |
| 2002/03                                         | 204 Březnice – Rožmitál pod Třemšínem                                  | 8 Os                                  |
| 2012/13                                         | 204 Březnice – Rožmitál pod Třemšínem                                  | 8 Os                                  |
| 2020/21                                         | 204 Březnice – Rožmitál pod Třemšínem                                  | 8 Os                                  |
| 2021/22                                         | 204 Březnice – Rožmitál pod Třemšínem                                  | bez pravidelné dopravy v pracovní dny |
| Vysvětlivky Sm – smíšený vlak, Os – osobní vlak |                                                                        |                                       |

## Stanice a zastávky

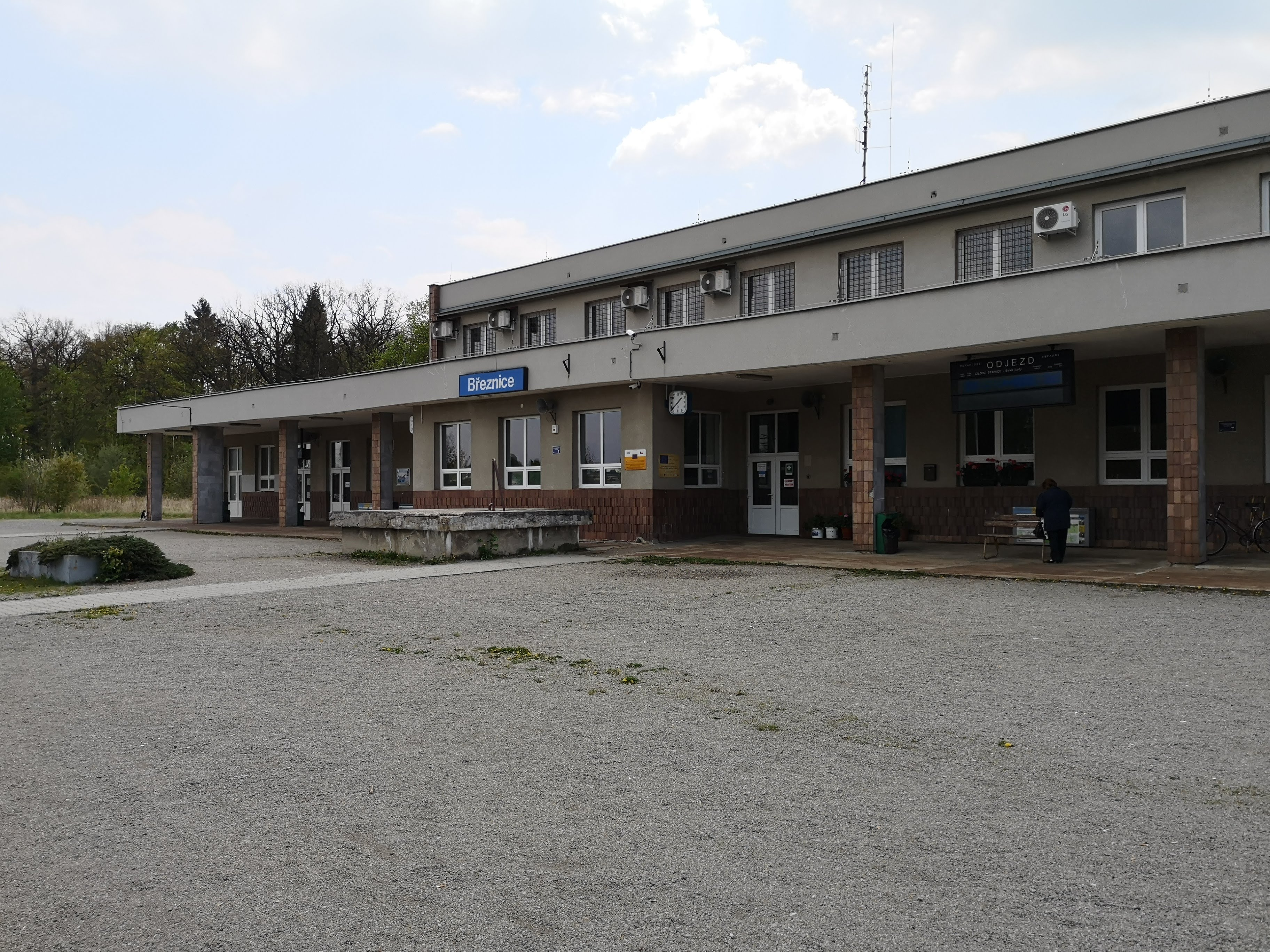
Březnice
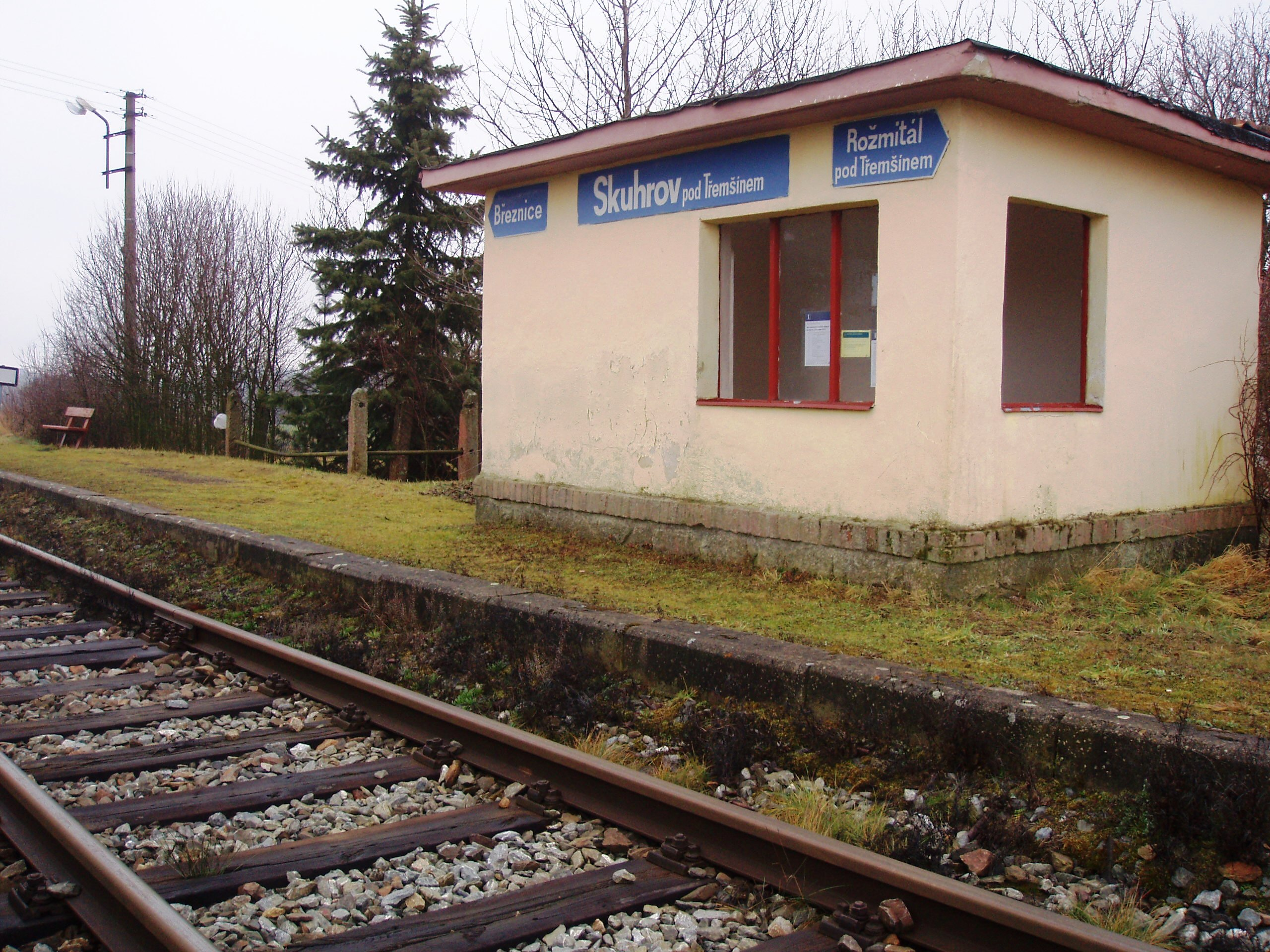
Skuhrov pod Třemšínem
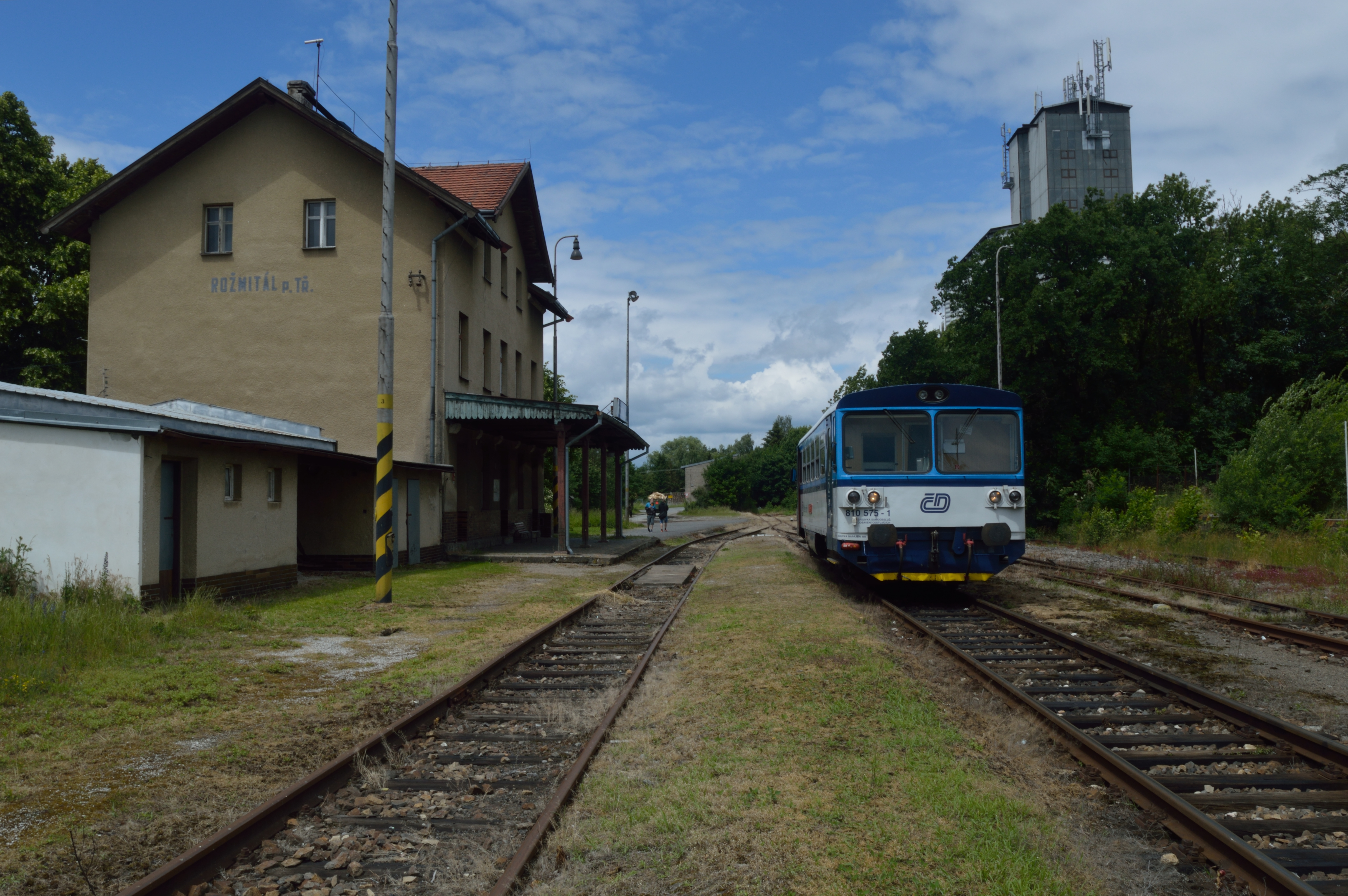
Rožmitál pod Třemšínem

## Navazující tratě

### Březnice
- Trať 200 Zdice – Březnice – Protivín
- Trať 203 Březnice – Blatná – Strakonice